# گمینا فردروپول
گمینا فردروپول (به لهستانی:  Gmina Fredropol) یک گمینا در لهستان است که در شهرستان پژمشل واقع شده‌است. گمینا فردروپول ۱۵۹٫۶۸ کیلومتر مربع مساحت و ۵٬۵۵۴ نفر جمعیت دارد.